# I'm Fed Up!
"I'm Fed Up" là phiên bản quốc tế của album thứ 5 của Alizee là "J'en ai marre!". Đĩa được phát hành vào tháng 4 năm 2003 và biểu diễn bài hát "J'en ai marre!" cùng với phiên bản tiếng Anh I'm Fed Up. Ở Nhật Bản, tên của đĩa là "Mon Bain de Mousse".

## Video clip nhạc
Clip phiên bản tiếng Anh dùng cảnh giống trong J'en ai marre, và được chỉ đạo bởi cùng dạo diễn.

## Định dạng và danh sách track
Đĩa CD đơn
1. J'en ai marre 4:35
2. I'm Fed up 4:45

Đĩa CD Maxi đơn tiếng Đức
1. J'en ai marre 4:35
2. I'm Fed up 4:45
3. I'm Fed up (Soft Skin Club Mix) 7:40
4. I'm Fed up (Bubbly Club Remix) 7:50
5. I'm Fed up (My Goldfish is Under me Remix) 3:40
6. J'en ai marre (Soft Skin Club Mix) 7:40

Đĩa CD đơn tiếng Nhật
1. Mon bain de mousse
2. Mon bain de mousse (Soft Skin Club Mix)
3. Mon bain de mousse (Music Video)